# Río Verde (vattendrag i Ecuador, Esmeraldas)
Río Verde är ett vattendrag i Ecuador.   Det ligger i provinsen Esmeraldas, i den nordvästra delen av landet, 180 km nordväst om huvudstaden Quito.